# San Sebastián de Juárez
San Sebastián de Juárez es una localidad de México, localizada en el municipio de Nopala de Villagrán en el estado de Hidalgo.

## Geografía
Se encuentra en la región geográfica del Valle del Mezquital; a la localidad le corresponden las coordenadas geográficas 20° 10’ 09.513” de latitud norte y 99° 32’ 00.699” de longitud oeste, con una altitud de 2339 m s. n. m. Cuenta con un clima templado subhúmedo con lluvias en verano, de humedad media.
En cuanto a fisiografía se encuentra en la provincia del Eje Neovolcánico, dentro de la subprovincia del Llanuras y Sierras de Querétaro e Hidalgo; su terreno es de lomerío. En lo que respecta a la hidrología se encuentra posicionado en la región del Pánuco, dentro de la cuenca el río Moctezuma, y en la subcuenca del río Tecozautla.

## Demografía
En 2020 registró una población de 509 personas, lo que corresponde al 3.00 % de la población municipal. De los cuales 253 son hombres y 256 son mujeres.
| Gráfica de evolución demográfica de San Sebastián de Juárez entre 1990 y 2020 |
|                                                                               |
| Población registrada por los censos y conteos del INEGI.                      |